# Initiative populaire pour l'adhésion à l'ONU
L'initiative populaire fédérale « Pour l'adhésion de la Suisse à l'Organisation des Nations Unies (ONU) » est une initiative populaire suisse, acceptée par le peuple et les cantons le 3 mars 2002.

## Contenu
L'initiative vise à introduire un nouvel article 24 aux dispositions transitoires de la Constitution fédérale, autorisant le Conseil fédéral à déposer une demande d'adhésion au secrétaire général des Nations unies. Le texte complet de l'initiative peut être consulté sur le site de la Chancellerie fédérale.

## Déroulement

### Contexte historique
Au sortir de la Seconde Guerre mondiale, la Suisse n'adhère pas à la nouvelle Organisation des Nations unies qui succède à la Société des Nations ; ce refus d'adhésion est motivé par l'impossibilité d'obtenir de l'organisation une reconnaissance explicite de son statut de pays neutre. Cependant, le choix de Genève comme siège européen de l'organisation ainsi que l'établissement dans cette même ville de plusieurs organisations internationales crée des liens entre les deux entités. En 1967, un débat public sur l'adhésion permet d'aboutir à un projet de loi, qui est toutefois largement refusé en votation le 16 mars 1986.

### Récolte des signatures et dépôt de l'initiative
La récolte des 100 000 signatures nécessaires par le comité Vereinigung Volksinitiative Beitritt der Schweiz zur UNO (VVBSUNO) s'est déroulée entre le 8 septembre 1998 et le 8 mars 2000. Le 6 mars 2000, l'initiative est déposée à la Chancellerie fédérale, qui constate son aboutissement le 11 avril 2000.

### Discussions et recommandations des autorités
Comme c'est traditionnellement le cas dans le cas de votation sur des travaux importants ou sur la ratification de traités internationaux, une importante consultation est menée auprès des partis politiques, des cantons et de divers autres milieux intéressés. Ces consultations ont montré une importante majorité en faveur de l'adhésion, avis partagé par le Parlement et par le Conseil fédéral, qui ont recommandé l'acceptation de cette initiative. Dans le cadre de son programme de législature 1999-2003, le gouvernement avait fait de l'adhésion de la Suisse à l'ONU un objectif formel, permettant en particulier ainsi au pays de « défendre ses intérêts lors du règlement de questions globales ».
Dans l'histoire de l'État fédéral fondé en 1848, ce n'est que la cinquième fois que l'Assemblée fédérale recommande d'approuver une initiative populaire ; dans les quatre cas précédents, l'initiative avait été acceptée par le peuple.
Les recommandations de vote des partis politiques sont les suivantes : 
| Parti politique              | Recommandation |
| ---------------------------- | -------------- |
| Démocrates suisses           | non            |
| Parti chrétien-social        | oui            |
| Parti démocrate-chrétien     | oui            |
| Parti évangélique            | oui            |
| Parti libéral                | oui            |
| Parti de la liberté          | non            |
| Parti radical-démocratique   | oui            |
| Parti socialiste             | oui            |
| Union démocratique du centre | non            |
| Union démocratique fédérale  | non            |
| Les Verts                    | oui            |

### Votation
Soumise à votation le 3 mars 2002, l'initiative est acceptée par une courte majorité de 11 2/2 cantons et par 54,6 % des suffrages exprimés. Le tableau ci-dessous détaille les résultats par canton :

Cartographie des votes du 3 mars 2002, par canton.

## Effets
À la suite de cette votation, la demande d'adhésion de la Suisse à l'ONU est acceptée par l'Assemblée générale le 11 septembre 2002, le pays devenant ainsi le 190e État membre de l'organisation.